# Kōji Hirose
Kōji Hirose (japanisch 廣瀬 浩二 Hirose Kōji; * 13. März 1984 in der Präfektur Kyoto) ist ein ehemaliger japanischer Fußballspieler.

## Karriere
Hirose erlernte das Fußballspielen in der Universitätsmannschaft der Hannan-Universität. Seinen ersten Vertrag unterschrieb er 2006 bei Sagan Tosu. Der Verein spielte in der zweithöchsten Liga des Landes, der J2 League. Für den Verein absolvierte er 123 Ligaspiele. 2010 wechselte er zum Ligakonkurrenten Tochigi SC. Am Ende der Saison 2015 stieg der Verein in die J3 League ab. 2017 wurde er mit dem Verein Vizemeister der J3 League und stieg in die J2 League auf. Für den Verein absolvierte er 267 Ligaspiele. Ende 2019 beendete er seine Karriere als Fußballspieler.